# Taça de Portugal 1961-1962
La Taça de Portugal 1961-1962 fu la 22ª edizione della Coppa di Portogallo. Il Benfica bi-campione d'Europa si aggiudicò la sua undicesima coppa nazionale in finale contro il Vitória Setúbal (vittoria per 3-0).

## Squadre partecipanti
In questa edizione erano presenti tutte le squadre di Primeira Divisão e di Segunda Divisão e i campioni delle Azzorre e di Mozambico, i quali andarono direttamente ai quarti.

### Primeira Divisão

#### 14 squadre
| - Académica - Atlético CP - Beira-Mar - Belenenses - Benfica | - Covilhã - CUF Barreiro - Leixões - Lusitano - Olhanense | - Porto - Salgueiros - Sporting Lisbona - Vitória Guimarães |

### Segunda Divisão

#### 28 squadre
| - Alhandra - Barreirense - Benfica e C.B. - Boavista - Braga - Caldas - Campomaiorense | - Cova da Piedade - Desportivo Beja - Espinho - Farense - Feirense - Lusitano VRSA - Marinhense | - Montijo - Olivais - Oliveirense - Oriental Lisbona - Peniche - Portimonense - Sacavenense | - Sanjoanense - Seixal - Torreense - Vianense - Vila Real - Vitória Sernache - Vitória Setúbal |

### Altre partecipanti
- Ferroviário L. Marques (campione di Mozambico)
- União Micaelense (campione delle Azzorre)

## Primo turno
|                   | Risultato |                  | Andata | Ritorno |  |
| ----------------- | --------- | ---------------- | ------ | ------- |  |
| Vitória Guimarães | 4 - 3     | Olhanense        | 2 - 1  | 2 - 2   |  |
| Vianense          | 4 - 3     | Benfica e C.B.   | 3 - 0  | 1 - 3   |  |
| Espinho           | 4 - 11    | Porto            | 1 - 6  | 3 - 5   |  |
| Covilhã           | 3 - 5     | CUF Barreiro     | 1 - 2  | 2 - 3   |  |
| Seixal            | 4 - 3     | Olivais          | 3 - 1  | 1 - 2   |  |
| Caldas            | 3 - 16    | Benfica          | 3 - 5  | 0 - 11  |  |
| Sanjoanense       | 4 - 1     | Torreense        | 2 - 0  | 2 - 1   |  |
| Sacavenense       | 2 - 9     | Leixões          | 1 - 2  | 1 - 7   |  |
| Peniche           | 6 - 2     | Vitória Sernache | 4 - 1  | 2 - 1   |  |
| Oriental Lisbona  | 3 - 2     | Braga            | 3 - 0  | 0 - 2   |  |
| Oliveirense       | 2 - 5     | Barreirense      | 1 - 0  | 1 - 5   |  |
| Marinhense        | 6 - 3     | Campomaiorense   | 5 - 2  | 1 - 1   |  |
| Lusitano          | 8 - 2     | Salgueiros       | 7 - 1  | 1 - 1   |  |
| Lusitano VRSA     | 3 - 5     | Montijo          | 2 - 0  | 1 - 5   |  |
| Feirense          | 8 - 3     | Portimonense     | 7 - 2  | 1 - 1   |  |
| Desportivo Beja   | 4 - 8     | Vitória Setúbal  | 3 - 5  | 1 - 3   |  |
| Cova da Piedade   | 3 - 10    | Sporting Lisbona | 2 - 5  | 1 - 5   |  |
| Boavista          | 5 - 6     | Farense          | 3 - 2  | 2 - 4   |  |
| Belenenses        | 13 - 2    | Vila Real        | 3 - 0  | 10 - 2  |  |
| Atlético CP       | 2 - 4     | Académica        | 2 - 2  | 0 - 2   |  |
| Alhandra          | 2 - 7     | Beira-Mar        | 0 - 2  | 2 - 5   |  |

## Secondo turno
- Vitória Guimarães

|                  | Risultato |                  | Andata | Ritorno | Spareggio |  |
| ---------------- | --------- | ---------------- | ------ | ------- | --------- |  |
| Vitória Setúbal  | 3 - 1     | Marinhense       | 1 - 0  | 2 - 1   |           |  |
| Vianense         | 2 - 1     | Barreirense      | 2 - 0  | 0 - 1   |           |  |
| Sporting Lisbona | 10 - 1    | Oriental Lisbona | 6 - 1  | 4 - 0   |           |  |
| Montijo          | 1 - 4     | Sanjoanense      | 1 - 0  | 0 - 4   |           |  |
| Lusitano         | 3 - 2     | Seixal           | 1 - 0  | 2 - 2   |           |  |
| Leixões          | 5 - 5     | Feirense         | 3 - 3  | 2 - 2   | 1 - 0     |  |
| Porto            | 6 - 1     | Beira-Mar        | 2 - 1  | 4 - 0   |           |  |
| Benfica          | 4 - 4     | CUF Barreiro     | 2 - 1  | 2 - 3   | 2 - 0     |  |
| Belenenses       | 9 - 1     | Peniche          | 6 - 0  | 3 - 1   |           |  |
| Académica        | 4 - 3     | Farense          | 3 - 1  | 1 - 2   |           |  |

## Terzo turno
- Leixões

|                   | Risultato |                  | Andata | Ritorno | Spareggio |  |
| ----------------- | --------- | ---------------- | ------ | ------- | --------- |  |
| Vitória Guimarães | 5 - 0     | Académica        | 4 - 0  | 1 - 0   |           |  |
| Vianense          | 1 - 5     | Vitória Setúbal  | 0 - 1  | 1 - 4   |           |  |
| Sanjoanense       | 3 - 3     | Belenenses       | 2 - 1  | 1 - 2   | 1 - 11    |  |
| Lusitano          | 4 - 4     | Sporting Lisbona | 4 - 1  | 0 - 3   | 0 - 3     |  |
| Porto             | 3 - 5     | Benfica          | 2 - 2  | 1 - 3   |           |  |

## Quarti di finale
|                   | Risultato |                        | Andata | Ritorno | Spareggio |  |
| ----------------- | --------- | ---------------------- | ------ | ------- | --------- |  |
| Vitória Guimarães | 10 - 2    | União Micaelense       | 2 - 1  | 8 - 1   |           |  |
| Sporting Lisbona  | 6 - 6     | Belenenses             | 3 - 2  | 3 - 4   | 1 - 2     |  |
| Leixões           | 2 - 3     | Vitória Setúbal        | 2 - 1  | 0 - 2   |           |  |
| Benfica           | 14 - 2    | Ferroviário L. Marques | 7 - 1  | 7 - 1   |           |  |

## Semifinali
|                 | Risultato |                   | Andata | Ritorno |  |
| --------------- | --------- | ----------------- | ------ | ------- |  |
| Vitória Setúbal | 1 - 0     | Belenenses        | 0 - 0  | 1 - 0   |  |
| Benfica         | 8 - 2     | Vitória Guimarães | 2 - 2  | 6 - 0   |  |

## Finale
| Arbitro: | Manuel Fortunato (Évora) |

|                            |           |  |
| Eusébio 57’, 84’ Cavém 68’ | Marcatori |  |

| Benfica | Vitória Setúbal |

### Formazioni
| Benfica         |   |                 |
|                 |   |                 |
| POR             | 1 | Costa Pereira   |
| DIF             |   | Fernando Cruz   |
| DIF             |   | Mário João      |
| DIF             |   | Ângelo Martins  |
| DIF             |   | Germano         |
| CEN             |   | Domiciano Cavém |
| CEN             |   | Mário Coluna    |
| CEN             |   | António Simões  |
| ATT             |   | José Augusto    |
| ATT             |   | José Águas ()   |
| ATT             |   | Eusébio         |
| Sostituiti:     |   |                 |
| Allenatore:     |   |                 |
| Fernando Caiado |   |                 |

| Vitória Setúbal |   |                          |
|                 |   |                          |
| POR             | 1 | José Mourinho Félix      |
| DIF             |   | Manuel Joaquim Coelho () |
| DIF             |   | Francisco Polido         |
| DIF             |   | Herculano Oliveira       |
| DIF             |   | Alfredo Moreira          |
| DIF             |   | João Galaz               |
| CEN             |   | Manuel Mateus            |
| CEN             |   | Jaime Graça              |
| ATT             |   | Quim                     |
| ATT             |   | José Dimas               |
| ATT             |   | Manuel Pompeu            |
| Sostituiti:     |   |                          |
| Allenatore:     |   |                          |
| Fernando Vaz    |   |                          |